# Azuré de l'oxytropide
Polyommatus eros
Espèce
L’Azuré de l'oxytropide ou Azuré d'Éros (Polyommatus eros) est une espèce paléarctique de lépidoptères (papillons) de la famille des Lycaenidae et de la sous-famille des Polyommatinae.

## Noms vulgaires
- En français : l'Azuré de l'oxytropide, l'Azuré d'Éros, l'Argus bleu acier[1].
- En anglais : Eros blue[2].
- En espagnol : Niño Amoroso[2].

## Description

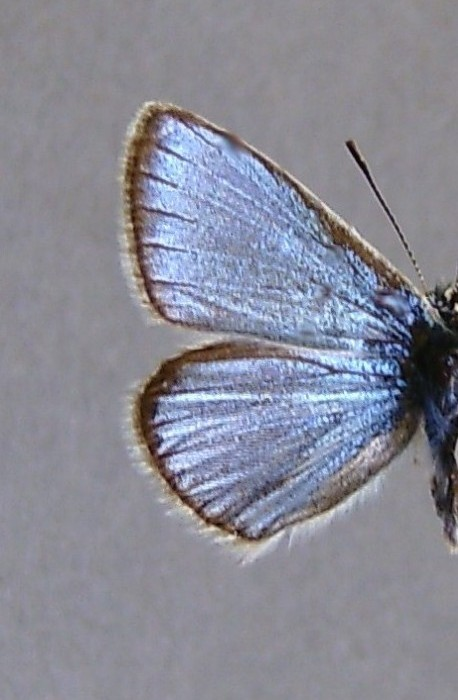
Dessus du mâle.

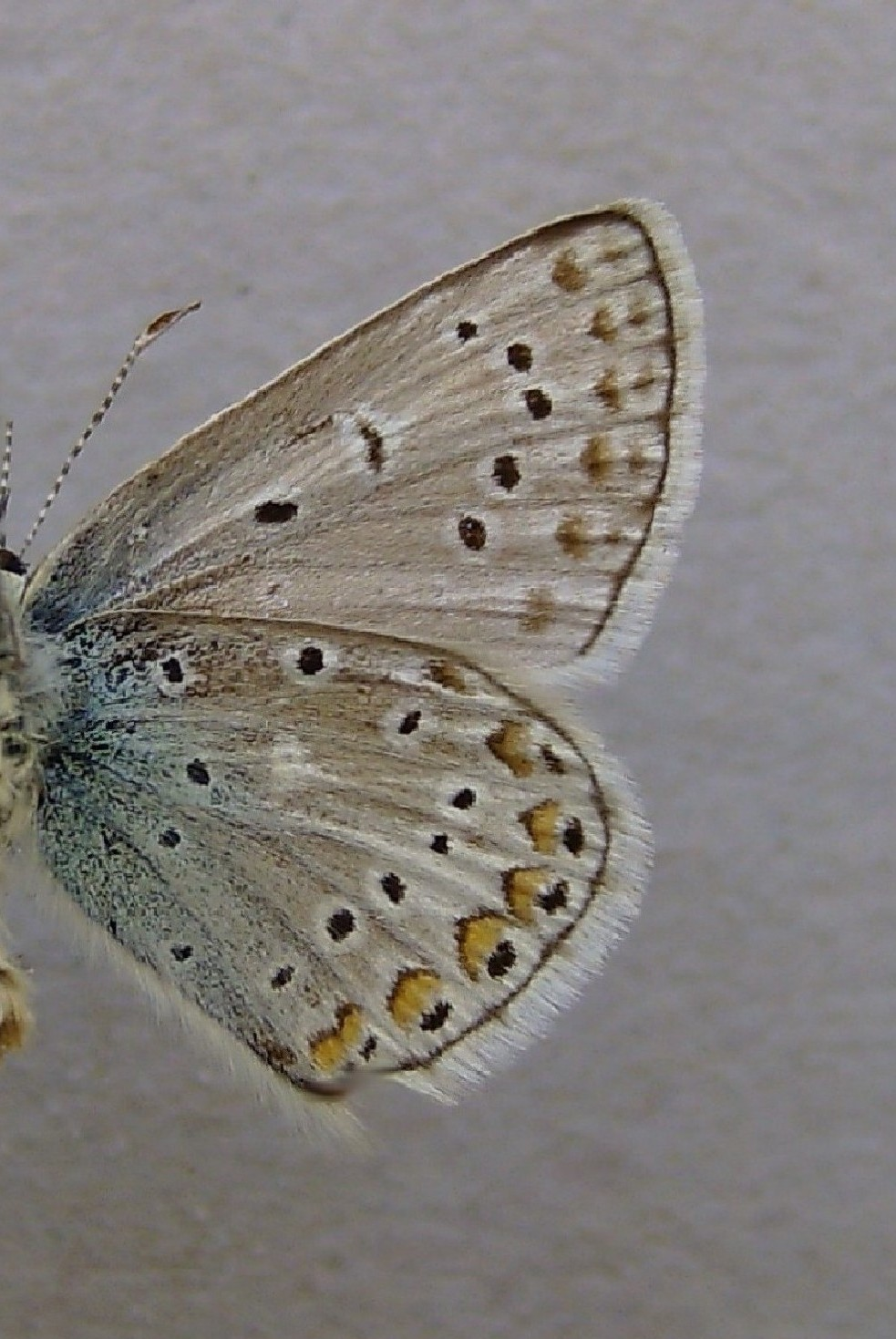
Dessous du mâle.

L'imago de Polyommatus eros un petit papillon qui présente un dimorphisme sexuel : le dessus des ailes du mâle est bleu clair brillant bordé d'une bande marginale noire et d'une frange blanche, tandis que celui de la femelle est brun clair avec une série de lunules submarginales orange aux ailes postérieures et une frange blanche similaire.
Le revers des ailes a un fond gris (mâle) ou brun-ocre clair (femelle) orné d'un ensemble de points noirs cerclés de blanc et d'une série de lunules submarginales orange, dans une disposition très similaire à celle d'autres espèces du genre Polyommatus, notamment de P. icarus.

## Distribution et biotopes
Polyommatus eros est présent dans divers massifs montagneux de l'écozone paléarctique. En Europe, on le trouve notamment dans les Alpes (France, Suisse, Italie), les Pyrénées (France et Espagne), les Apennins et les Balkans (Bosnie, Serbie, Macédoine du Nord, Bulgarie). Il est aussi présent en Turquie, dans le Caucase, l'Oural et plusieurs régions d'Asie,.
En France métropolitaine, il est présent dans les cinq départements des Pyrénées et les neuf départements des Alpes.
Son habitat est constitué de prairies alpines et subalpines.

## Biologie

### Phénologie
Univoltin, Polyommatus eros vole de juillet à septembre selon l'altitude.
Il hiverne au stade de jeune chenille.

### Plantes hôtes
Ses plantes hôtes sont des légumineuses : Oxytropis campestris, Oxytropis halleri, et des  Astragalus,.

## Systématique
L'espèce actuellement appelée Polyommatus eros a été décrite par le naturaliste allemand Ferdinand Ochsenheimer en 1808, sous le nom initial de Papilio eros.

### Sous-espèces
L'aire de répartition de l'espèce étant constituée de populations isolées sur divers massifs montagneux, de nombreuses sous-espèces ont été décrites :
- Polyommatus eros eroides (Frivaldszky, 1835) – souvent traitée comme une espèce distincte : Polyommatus eroides, l'Azuré ukrainien.
- Polyommatus eros boisduvalii (Herrich-Schäffer, [1843])
- Polyommatus eros napaea (Grum-Grshimailo, 1891)
- Polyommatus eros erotides Staudinger, 1892
- Polyommatus eros amdoensis (Wnukowsky, 1929)
- Polyommatus eros kamtshadalis (Sheljuzhko, 1933)
- Polyommatus eros gansuensis Murayama, 1983
- Polyommatus eros extremiorientalis (Kurentzov, 1970)
- Polyommatus eros menelaos Brown, 1976 – souvent traitée comme une espèce distincte : Polyommatus menelaos, l'Azuré de Brown.
- Polyommatus eros yildizae Koçak, 1977
- Polyommatus eros tshetverikovi Nekrutenko, 1977
- Polyommatus eros taimyrensis Korshunov, 1982
- Polyommatus eros erotulus Nekrutenko, 1985
- Polyommatus eros aloisi Bálint, 1987
- Polyommatus eros molleti Carbonell, [1994]
- Polyommatus eros meoticus Zhdanko & Stshurov, 1998
- Polyommatus eros kaabaki Korb, 2000
- Polyommatus eros krulikowskyi (Gorbunov, 2001)
- Polyommatus eros divisus Churkin, 2003
- Polyommatus eros pacificus Stradomsky & Tuzov, 2006
- Polyommatus eros silvester Korb & Bolshakov, 2011

## Protection
L'espèce n'a pas de statut de protection particulier en France.